# زمین‌لرزه ۱۹۴۳ آداپازاری–هندک
زمین‌لرزه آداپازاری-هندک در تاریخ ۲۰ ژوئن ۱۹۴۳ میلادی، برابر با ‎۲۹ خرداد ۱۳۲۲، ساعت ۱۵:۳۳:۰۰ به زمان یوتی‌سی در ترکیه، منطقه آداپازاری و هندک رخ داد. ژرفای این زلزله ۱۵ کیلومتر بود. بزرگی آن ۶٫۲ در مقیاس ریشتر اعلام شده‌است. زمین‌لرزه به وقت محلی در روز یکشنبه، ساعت ۱۷ روی داده و منطقه زمانی آن یوتی‌سی +۲ بوده‌است (با لحاظ تغییر ساعت تابستانی).
سازمان زمین‌شناسی آمریکا نیز جای این زمین‌لرزه را در مختصات ۴۰°۳۶′شمالی ۳۰°۳۰′شرقی / ۴۰٫۶°شمالی ۳۰٫۵°شرقی و بزرگی آنرا برابر با ۶٫۲ در مقیاس ریشتر اعلام کرده‌است. ژرفای گزارش شده از سوی این سازمان ۱۵ کیلومتر می‌باشد.
شمار کشتگان زلزله حدود ۳۳۶ نفر گزارش شده‌است.